# Krassach
Krassach ist ein Dorf mit 45 Einwohnern. Es gehört als eigener Stadtteil zur Stadt Weismain im oberfränkischen Landkreis Lichtenfels, im Norden des Freistaates Bayern.

## Geografische Lage
Krassach befindet sich auf ca.345 m ü. NN am offenen Ende des Bärentals und wird vom gleichnamigen Fluss Krassach durchflossen. Das Tal und die das Dorf umgebenden Hänge gehören zu den nördlichen Ausläufern des Frankenjuras, im Naturpark Fränkische Schweiz-Veldensteiner Forst. Die nächsten Ortschaften sind Niesten, Krassacher Mühle und Wohnsig. Der Stadtkern von Weismain befindet sich rund 1,9 Kilometer nordwestlich.

## Geschichte

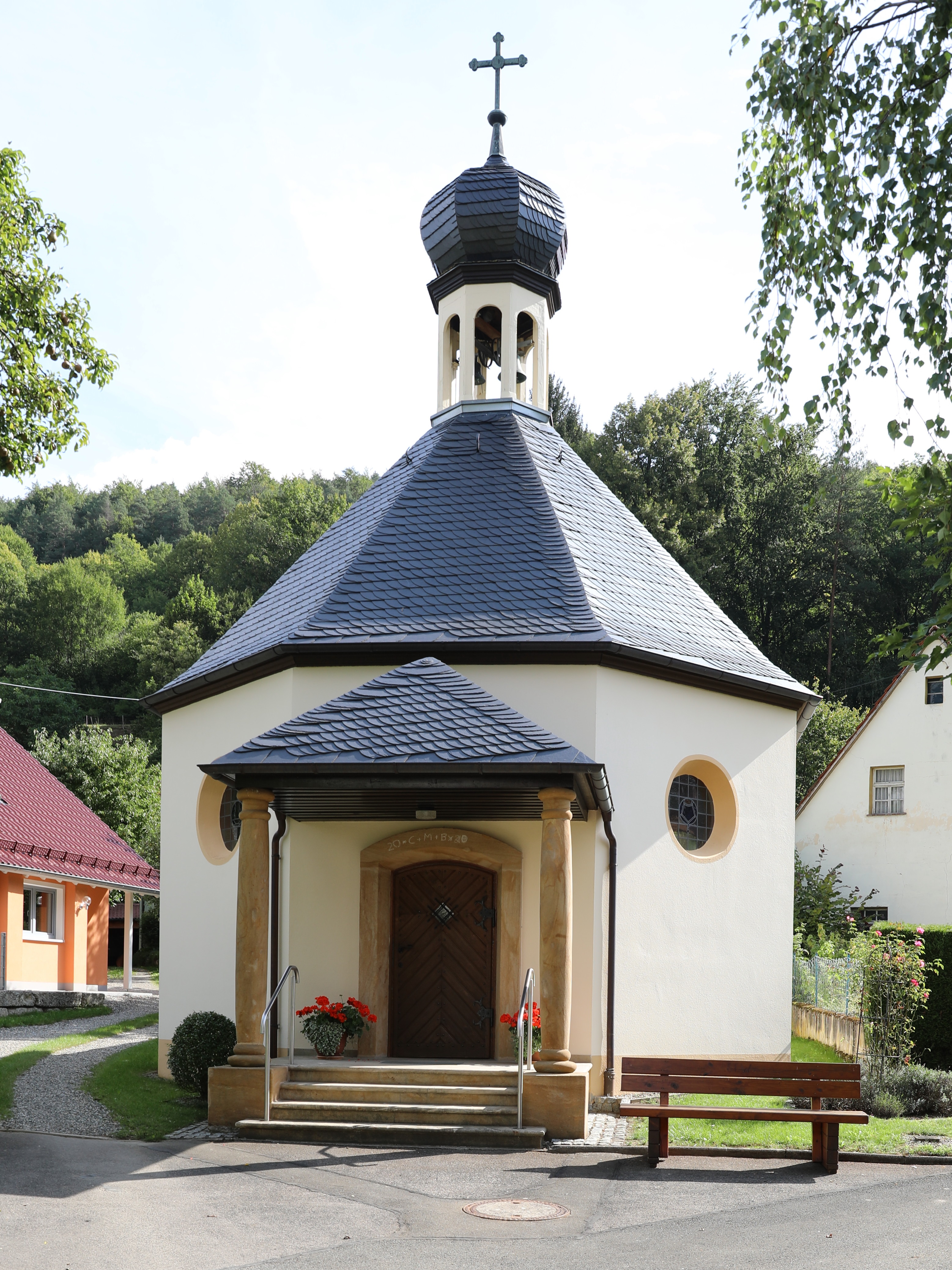
Die katholische Kapelle zur Heiligen Dreifaltigkeit (2020)

Erstmals wurde der Ort 1286 als „Krazza“ urkundlich erwähnt. Ein weiteres Mal tauchte diese Schreibweise 1303 auf; für 1315 ist „Craza“; für 1339 „Krasaw“ überliefert. Weiterhin findet sich für 1362 die Schreibweise „Krasse“ und 1419/20 erstmals die heutige Schreibweise „Krassach“. Es handelt sich dabei primär um einen Gewässernamen, der sich aus dem slawischen Wort Krasna ableitet und schönes Wasser bedeuten könnte. Alternative Etymologien sehen einen keltischen Ursprung mit der Bedeutung rütteln, schütteln.
Die katholische Kapelle zur Heiligen Dreifaltigkeit wurde 1938 im Auftrag von Heinrich Müller DJC errichtet. Sie ist oktogonal mit ausgeschiedenem Chor und Dachreiter und verfügt über mehrere runde, mit Glasmalereien geschmückte Fenster, die von verschiedenen Dorfbewohnern gestiftet wurden. 1996/97 und 2012 führte der Kapellenbauverein Krassach diverse Sanierungsmaßnahmen durch.
Krassach wurde am 1. Januar 1978 als Ortsteil der Gemeinde Neudorf zusammen mit Görau, Herbstmühle, Niesten und Seubersdorf nach Weismain eingemeindet.

### Einwohnerentwicklung
Die Tabelle gibt die Einwohnerentwicklung von Krassach anhand einzelner Daten wieder. 
| Jahr | Einwohner | Quelle: |
| ---- | --------- | ------- |
| 1833 | 82        | [ 7 ]   |
| 1987 | 49        | [ 8 ]   |
| 2013 | 47        | [ 9 ]   |
| 2015 | 48        | [ 10 ]  |
| 2018 | 45        | [ 1 ]   |

## Vereine
- Kapellenerhaltungsverein Krassach, gegründet 1988[6]